# Yohan Cabaye
Yohan Cabaye (Tourcoing, 14 gennaio 1986) è un dirigente sportivo ed ex calciatore francese, di ruolo centrocampista, attuale direttore sportivo del centro di formazione del Paris Saint-Germain e proprietario dell'Albion San Diego.

## Biografia
Cabaye è nato nella comune settentrionale di Tourcoing nel dipartimento del Nord. Suo padre, Didier, è un ex calciatore che ora lavora nel campo dell'assistenza sanitaria nella città di Roubaix. All'età di 16 anni, il padre di Cabaye ha giocato per il club professionistico Lens e ha trascorso un anno lì ad allenarsi prima che una doppia frattura alla gamba ponesse fine in modo brusco alla sua carriera nel club. Dopo essere guarito, ha trascorso del tempo giocando per i club dilettantistici Stade Jean-Macé e US Tourcoing. I due club si sono successivamente fusi per formare il Tourcoing FC.
Cabaye ha un fratello minore, Geoffrey, che ha giocato a calcio nelle divisioni inferiori delle leghe francesi e belghe, in particolare con Tournai e Wasquehal. È di origine vietnamita attraverso sua nonna paterna, e ha dichiarato di voler visitare il paese, possibilmente per contribuire allo sviluppo del calcio lì. In seguito ha assistito a una delle partite della Vietnam durante la Coppa d'Asia AFC 2019. Cabaye è un cattolico romano.

## Caratteristiche tecniche
Era un regista di centrocampo, molto bravo tecnicamente e abile nei calci piazzati e nei tiri dalla distanza. Si distingueva anche nella fase difensiva.

## Carriera

### Club

#### Inizi
Inizia la sua carriera calcistica all'età di sei anni, presso il club della sua città natale, il Tourcoing FC. Nel 1998 attira le attenzioni del Lilla, che lo ingaggia ufficialmente e lo inserisce nel suo settore giovanile. Nella stagione 2003-2004 gioca nella formazione riserve, nel Campionato Amatoriale, collezionando 10 presenze e quattro gol.

#### Lilla
In vista della stagione 2004-2005 viene promosso in prima squadra e gli viene fatto firmare il primo contratto da professionista, fino al 2007. Sotto la guida di Claude Puel, debutta in campionato il 7 novembre 2004 nella vittoria esterna contro l'Istres, e il 15 dicembre successivo esordisce anche in Coppa Uefa, nella vittoria di misura contro il Siviglia. Il 21 dicembre è stato protagonista nella gara di Coppa di Lega contro lo Strasburgo, conclusasi con la vittoria degli avversari per 4-2 ai calci di rigore. Termina la sua prima stagione al Lilla con 12 presenze e zero reti.
Nella stagione seguente il suo minutaggio aumenta considerevolmente, e gioca molte partite da titolare. Il 14 settembre 2005 debutta in Champions League contro il Benfica, e il 2 novembre entra a partita in corso contro il Manchester United. In campionato, invece, il 19 novembre giunge la sua prima rete in carriera, contro l'Auxerre. Dopo l'eliminazione dalla Champions, gioca anche tre partite di Coppa Uefa.
L'inizio della stagione 2006-2007 si rivela complicato, causa un infortunio alla caviglia. Il 26 agosto segna la sua prima rete stagionale contro il Bordeaux e disputa gran parte delle partite del girone di Champions League, dove la squadra esce agli ottavi di finale contro il Manchester United. In campionato, nonostante 22 presenze e 3 reti, il Lilla si posiziona al decimo posto in classifica, fallendo la qualificazione alle competizioni europee per la prima volta dopo tre anni. Nell'anno seguente, gioca da titolare quasi tutte le partite di Ligue 1, e il 18 febbraio 2008 firma il prolungamento contrattuale fino al 2013.
Nella Ligue 1 2008-2009 l'arrivo di Rudi Garcia al posto di Claude Puel determina lo spostamento di Cabaye come centrocampista puro, a fianco di Rio Mavuba e Florent Balmont, nel ruolo di regista offensivo per le punte Hazard e Gervinho. Con le sue 32 partite e 4 reti, contribuisce al conseguimento del quinto posto finale, e la conseguente qualificazione alla Europa League.
La migliore stagione a livello personale per Cabaye si rivela quella del 2009-2010, in cui va a segno per ben 13 volte in campionato: realizza il suo primo gol contro il Saint-Étienne e si ripete contro Grenoble e Bordeaux, e il 18 aprile 2010 segna la sua prima doppietta in carriera nel 4-0 casalingo contro il Monaco. In Europa League va a segno due volte, il 6 agosto contro lo Sloboda Uzice e il 17 dicembre contro lo Slavia Praga.
Nella stagione 2010-2011, invece, è protagonista imprescindibile della grande stagione della squadra, che vince la Ligue 1 e trionfa anche in Coppa di Francia contro il Paris Saint-Germain.

#### Newcastle
Il 10 giugno 2011 firma un contratto quinquennale con il Newcastle, scegliendo la maglia numero 4. Esordisce in Premier League il 13 agosto contro l'Arsenal e segna il suo primo gol in Inghilterra il 22 ottobre contro il Wigan. Il 21 aprile 2012 è protagonista di una doppietta nel 3-0 interno contro lo Stoke City.

#### Paris Saint-Germain
Il 29 gennaio 2014 viene ufficializzato il suo passaggio al Paris Saint-Germain per circa 30 milioni di euro. Il giocatore firma un contratto fino al 30 giugno 2017, scegliendo di indossare la maglia numero 4. Il 22 agosto 2014 subisce la sua prima espulsione con la maglia del PSG, nel pareggio per 0-0 sul campo dell'Evian TG. Alla decima giornata della sua seconda stagione, realizza la sua prima ed unica rete in campionato contro il Lens, vinta per 3-1.

#### Crystal Palace
Il 10 luglio 2015 viene acquistato per 15 milioni di euro dal Crystal Palace, con cui firma un contratto triennale, facendo così ritorno in Premier League dopo solo un anno e mezzo. L'8 agosto seguente, all'esordio con la nuova maglia, segna il suo primo gol con il Crystal Palace, nella vittoria per 3-1 sul campo del Norwich City.

#### Al-Nasr
Il 3 luglio 2018 viene acquistato dalla squadra emiratina dell'Al Nasr, con cui firma un biennale. Nonostante il suo ingaggio e quello di Álvaro Negredo, l'inizio in campionato del club di Dubai è stentato, complici quattro sconfitte consecutive nelle prime quattro giornate. Il 13 gennaio 2019 rescinde il proprio contratto con l'Al Nasr e diventa svincolato.

#### Saint-Étienne
Il 27 agosto 2019 torna in patria, al Saint-Étienne, con cui sottoscrive un contratto da un anno.

### Nazionale

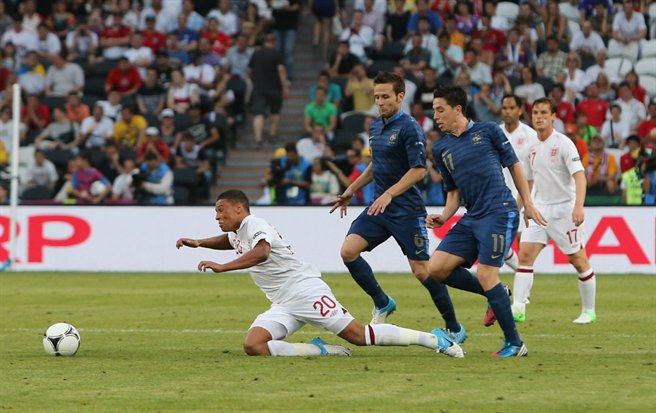
Cabaye ad Euro 2012 (il secondo da sinistra), con la maglia della nazionale francese.

Convocato nelle giovanili nazionali della Francia fin da giovanissimo, approda alla formazione Under-16 nel 2001, convocato per la prima volta da Pierre Mankowski, e vince il Torneo Under 16 di Val De Marne. Dopo aver disputato 6 partite nella selezione Under-17, viene convocato il 5 marzo 2004 nella selezione Under-18, in sostituzione di Yoann Gourcuff. Successivamente è stato protagonista soprattutto nella Nazionale Under-21, sotto la guida dell'allenatore René Girard: ha giocato da capitano in due partite contro la Nazionale Under-21 ceca e la Nazionale Under-21 Olandese in un torneo in Svezia, andando a segno nella seconda partita. Conclude la sua carriera nelle nazionali giovanili nel 2008.
Dopo due anni di assenza dal palcoscenico internazionale, il 5 agosto 2010 viene convocato da Laurent Blanc per l'amichevole dell'11 agosto tra Francia e Norvegia. Cabaye ha fatto così il suo esordio internazionale, subentrando al minuto 74 a Yann M'Vila. Dopo aver disputato numerose partite di qualificazione per l'Europeo 2012, viene inserito tra i 23 selezionati per l'Europeo in Polonia e Ucraina. Debutta nella competizione l'8 giugno contro l'Inghilterra, e segna la sua prima rete in Nazionale il 15 giugno nella vittoria per 2-0 contro l'Ucraina.
Convocato per gli Europei 2016 in Francia, scende in campo in due occasioni durante la manifestazione, segnatamente contro la Svizzera nella fase a gironi e contro la Germania in semifinale.

## Statistiche

### Presenze e reti nei club
Statistiche aggiornate al 7 aprile 2020.
| Stagione                   | Squadra                    | Campionato                 | Campionato | Campionato | Coppe nazionali | Coppe nazionali | Coppe nazionali | Coppe contineentali | Coppe contineentali | Coppe contineentali | Altre coppe | Altre coppe | Altre coppe | Totale | Totale |
| Stagione                   | Squadra                    | Comp                       | Pres       | Reti       | Comp            | Pres            | Reti            | Comp                | Pres                | Reti                | Comp        | Pres        | Reti        | Pres   | Reti   |
| -------------------------- | -------------------------- | -------------------------- | ---------- | ---------- | --------------- | --------------- | --------------- | ------------------- | ------------------- | ------------------- | ----------- | ----------- | ----------- | ------ | ------ |
| 2003-2004                  | Lilla B                    | CFA                        | 10         | 1          |                 | -               | -               |                     | -                   | -                   | -           | -           | -           | 10     | 1      |
| 2004-2005                  | Lilla B                    | CFA                        | 15         | 2          |                 | -               | -               |                     | -                   | -                   | -           | -           | -           | 15     | 2      |
| Totale Lilla B             | Totale Lilla B             | Totale Lilla B             | 25         | 3          |                 | -               | -               |                     | -                   | -                   |             | -           | -           | 25     | 3      |
| 2004-2005                  | Lilla                      | L1                         | 6          | 0          | CF+CdL          | 2+2             | 0               | Int+CU              | 0+4                 | 0                   | -           | -           | -           | 14     | 0      |
| 2005-2006                  | Lilla                      | L1                         | 27         | 1          | CF+CdL          | 3+2             | 0               | UCL+CU              | 2+2                 | 0                   | -           | -           | -           | 36     | 1      |
| 2006-2007                  | Lilla                      | L1                         | 22         | 3          | CF+CdL          | 2+1             | 1+0             | UCL                 | 8                   | 0                   | -           | -           | -           | 33     | 4      |
| 2007-2008                  | Lilla                      | L1                         | 36         | 7          | CF+CdL          | 2+1             | 0               | -                   | -                   | -                   | -           | -           | -           | 39     | 7      |
| 2008-2009                  | Lilla                      | L1                         | 32         | 5          | CF+CdL          | 3+0             | 1+0             | -                   | -                   | -                   | -           | -           | -           | 35     | 6      |
| 2009-2010                  | Lilla                      | L1                         | 32         | 13         | CF+CdL          | 0+2             | 0+0             | UEL                 | 12                  | 2                   | -           | -           | -           | 46     | 15     |
| 2010-2011                  | Lilla                      | L1                         | 36         | 2          | CF+CdL          | 5+1             | 0+2             | UEL                 | 8                   | 1                   | -           | -           | -           | 50     | 5      |
| Totale Lilla               | Totale Lilla               | Totale Lilla               | 191        | 31         |                 | 17+9            | 2+2             |                     | 36                  | 3                   |             | -           | -           | 253    | 38     |
| 2011-2012                  | Newcastle                  | PL                         | 34         | 4          | FACup+CdL       | 2+2             | 0+1             | -                   | -                   | -                   | -           | -           | -           | 38     | 5      |
| 2012-2013                  | Newcastle                  | PL                         | 26         | 6          | FACup+CdL       | 0               | 0               | UEL                 | 9                   | 0                   | -           | -           | -           | 35     | 6      |
| 2013-gen. 2014             | Newcastle                  | PL                         | 19         | 7          | FACup+CdL       | 0+1             | 0               | -                   | -                   | -                   | -           | -           | -           | 20     | 7      |
| Totale Newcastle           | Totale Newcastle           | Totale Newcastle           | 79         | 17         |                 | 2+3             | 0+1             |                     | 9                   | 0                   |             | -           | -           | 93     | 18     |
| gen.-giu. 2014             | Paris Saint-Germain        | L1                         | 15         | 0          | CF+CdL          | 0+2             | 0               | UCL                 | 4                   | 1                   | SF          | -           | -           | 21     | 1      |
| 2014-2015                  | Paris Saint-Germain        | L1                         | 24         | 1          | CF+CdL          | 4+3             | 1+0             | UCL                 | 5                   | 0                   | SF          | 0           | 0           | 36     | 2      |
| Totale Paris Saint-Germain | Totale Paris Saint-Germain | Totale Paris Saint-Germain | 39         | 1          |                 | 4+5             | 1+0             |                     | 9                   | 1                   |             | 0           | 0           | 57     | 3      |
| 2015-2016                  | Crystal Palace             | PL                         | 33         | 5          | FACup+CdL       | 6+1             | 1+0             | -                   | -                   | -                   | -           | -           | -           | 40     | 6      |
| 2016-2017                  | Crystal Palace             | PL                         | 32         | 4          | FACup+CdL       | 1+2             | 0               | -                   | -                   | -                   | -           | -           | -           | 35     | 4      |
| 2017-2018                  | Crystal Palace             | PL                         | 31         | 0          | FACup+CdL       | 1+2             | 0               | -                   | -                   | -                   | -           | -           | -           | 34     | 0      |
| Totale Crystal Palace      | Totale Crystal Palace      | Totale Crystal Palace      | 96         | 9          |                 | 8+5             | 1+0             |                     | -                   | -                   |             | -           | -           | 109    | 10     |
| giu. -dic.2018             | Al-Nasr                    | PL                         | 13         | 1          | PEA+EAU         | 1+6             | 0+1             | ACL                 | 0                   | 0                   | -           | -           | -           | 20     | 2      |
| 2019-2020                  | Saint-Étienne              | L1                         | 15         | 0          | CF+CdL          | 4+1             | 0+1             | UEL                 | 1                   | 0                   | -           | -           | -           | 21     | 1      |
| Totale carriera            | Totale carriera            | Totale carriera            | 458        | 62         |                 | 65              | 9               |                     | 55                  | 4                   |             | 0           | 0           | 578    | 75     |

### Cronologia presenze e reti in nazionale
| Cronologia completa delle presenze e delle reti in nazionale ― Francia | Cronologia completa delle presenze e delle reti in nazionale ― Francia | Cronologia completa delle presenze e delle reti in nazionale ― Francia | Cronologia completa delle presenze e delle reti in nazionale ― Francia | Cronologia completa delle presenze e delle reti in nazionale ― Francia | Cronologia completa delle presenze e delle reti in nazionale ― Francia | Cronologia completa delle presenze e delle reti in nazionale ― Francia | Cronologia completa delle presenze e delle reti in nazionale ― Francia |
| Data                                                                   | Città                                                                  | In casa                                                                | Risultato                                                              | Ospiti                                                                 | Competizione                                                           | Reti                                                                   | Note                                                                   |
| ---------------------------------------------------------------------- | ---------------------------------------------------------------------- | ---------------------------------------------------------------------- | ---------------------------------------------------------------------- | ---------------------------------------------------------------------- | ---------------------------------------------------------------------- | ---------------------------------------------------------------------- | ---------------------------------------------------------------------- |
| 11-8-2010                                                              | Oslo                                                                   | Norvegia                                                               | 2 – 1                                                                  | Francia                                                                | Amichevole                                                             | -                                                                      | 74’                                                                    |
| 9-2-2011                                                               | Saint-Denis                                                            | Francia                                                                | 1 – 0                                                                  | Brasile                                                                | Amichevole                                                             | -                                                                      | 86’                                                                    |
| 6-6-2011                                                               | Donec'k                                                                | Ucraina                                                                | 1 – 4                                                                  | Francia                                                                | Amichevole                                                             | -                                                                      | 76’                                                                    |
| 9-6-2011                                                               | Varsavia                                                               | Polonia                                                                | 0 – 1                                                                  | Francia                                                                | Amichevole                                                             | -                                                                      | 46’                                                                    |
| 10-8-2011                                                              | Montpellier                                                            | Francia                                                                | 1 – 1                                                                  | Cile                                                                   | Amichevole                                                             | -                                                                      | 66’                                                                    |
| 6-9-2011                                                               | Bucarest                                                               | Romania                                                                | 0 – 0                                                                  | Francia                                                                | Qual. Euro 2012                                                        | -                                                                      | 75’                                                                    |
| 7-10-2011                                                              | Saint-Denis                                                            | Francia                                                                | 3 – 0                                                                  | Albania                                                                | Qual. Euro 2012                                                        | -                                                                      | 47’                                                                    |
| 11-10-2011                                                             | Saint-Denis                                                            | Francia                                                                | 1 – 1                                                                  | Bosnia ed Erzegovina                                                   | Qual. Euro 2012                                                        | -                                                                      | 33’ 61’                                                                |
| 15-11-2011                                                             | Saint-Denis                                                            | Francia                                                                | 0 – 0                                                                  | Belgio                                                                 | Amichevole                                                             | -                                                                      |                                                                        |
| 29-2-2012                                                              | Brema                                                                  | Germania                                                               | 1 – 2                                                                  | Francia                                                                | Amichevole                                                             | -                                                                      | 62’                                                                    |
| 27-5-2012                                                              | Valenciennes                                                           | Francia                                                                | 3 – 2                                                                  | Islanda                                                                | Amichevole                                                             | -                                                                      | 59’                                                                    |
| 31-5-2012                                                              | Reims                                                                  | Francia                                                                | 2 – 0                                                                  | Serbia                                                                 | Amichevole                                                             | -                                                                      | 61’                                                                    |
| 5-6-2012                                                               | Le Mans                                                                | Francia                                                                | 4 – 0                                                                  | Estonia                                                                | Amichevole                                                             | -                                                                      | 52’                                                                    |
| 11-6-2012                                                              | Donec'k                                                                | Francia                                                                | 1 – 1                                                                  | Inghilterra                                                            | Euro 2012 - 1º turno                                                   | -                                                                      | 84’                                                                    |
| 15-6-2012                                                              | Donec'k                                                                | Ucraina                                                                | 0 – 2                                                                  | Francia                                                                | Euro 2012 - 1º turno                                                   | 1                                                                      | 68’                                                                    |
| 23-6-2012                                                              | Donec'k                                                                | Spagna                                                                 | 2 – 0                                                                  | Francia                                                                | Euro 2012 - Quarti di finale                                           | -                                                                      | 42’                                                                    |
| 7-9-2012                                                               | Helsinki                                                               | Finlandia                                                              | 0 – 1                                                                  | Francia                                                                | Qual. Mondiali 2014                                                    | -                                                                      | 15’ 73’                                                                |
| 11-9-2012                                                              | Saint-Denis                                                            | Francia                                                                | 3 – 1                                                                  | Bielorussia                                                            | Qual. Mondiali 2014                                                    | -                                                                      | 75’                                                                    |
| 16-10-2012                                                             | Madrid                                                                 | Spagna                                                                 | 1 – 1                                                                  | Francia                                                                | Qual. Mondiali 2014                                                    | -                                                                      |                                                                        |
| 6-2-2013                                                               | Saint-Denis                                                            | Francia                                                                | 1 – 2                                                                  | Germania                                                               | Amichevole                                                             | -                                                                      |                                                                        |
| 26-3-2013                                                              | Saint-Denis                                                            | Francia                                                                | 0 – 1                                                                  | Spagna                                                                 | Qual. Mondiali 2014                                                    | -                                                                      | 54’ 70’                                                                |
| 5-6-2013                                                               | Montevideo                                                             | Uruguay                                                                | 1 – 0                                                                  | Francia                                                                | Amichevole                                                             | -                                                                      | 76’                                                                    |
| 9-6-2013                                                               | Porto Alegre                                                           | Brasile                                                                | 3 – 0                                                                  | Francia                                                                | Amichevole                                                             | -                                                                      | 82’                                                                    |
| 11-10-2013                                                             | Saint-Denis                                                            | Francia                                                                | 6 – 0                                                                  | Australia                                                              | Amichevole                                                             | 1                                                                      | 82’                                                                    |
| 15-10-2013                                                             | Saint-Denis                                                            | Francia                                                                | 3 – 0                                                                  | Finlandia                                                              | Qual. Mondiali 2014                                                    | -                                                                      | 70’                                                                    |
| 19-11-2013                                                             | Saint-Denis                                                            | Francia                                                                | 3 – 0                                                                  | Ucraina                                                                | Qual. Mondiali 2014                                                    | -                                                                      |                                                                        |
| 5-3-2014                                                               | Saint-Denis                                                            | Francia                                                                | 2 – 0                                                                  | Paesi Bassi                                                            | Amichevole                                                             | -                                                                      | 77’                                                                    |
| 27-5-2014                                                              | Saint-Denis                                                            | Francia                                                                | 4 – 0                                                                  | Norvegia                                                               | Amichevole                                                             | -                                                                      | 80’                                                                    |
| 1-6-2014                                                               | Nizza                                                                  | Francia                                                                | 1 – 1                                                                  | Paraguay                                                               | Amichevole                                                             | -                                                                      | 46’                                                                    |
| 8-6-2014                                                               | Lilla                                                                  | Francia                                                                | 8 – 0                                                                  | Giamaica                                                               | Amichevole                                                             | 1                                                                      | 44’ 59’                                                                |
| 15-6-2014                                                              | Porto Alegre                                                           | Francia                                                                | 3 – 0                                                                  | Honduras                                                               | Mondiali 2014 - 1º turno                                               | -                                                                      | 45+2’ 65’                                                              |
| 20-6-2014                                                              | Salvador de Bahia                                                      | Svizzera                                                               | 2 – 5                                                                  | Francia                                                                | Mondiali 2014 - 1º turno                                               | -                                                                      | 86’                                                                    |
| 30-6-2014                                                              | Brasilia                                                               | Francia                                                                | 2 – 0                                                                  | Nigeria                                                                | Mondiali 2014 - Ottavi di finale                                       | -                                                                      |                                                                        |
| 4-7-2014                                                               | Rio de Janeiro                                                         | Francia                                                                | 0 – 1                                                                  | Germania                                                               | Mondiali 2014 - Quarti di finale                                       | -                                                                      | 73’                                                                    |
| 4-9-2014                                                               | Saint-Denis                                                            | Francia                                                                | 1 – 0                                                                  | Spagna                                                                 | Amichevole                                                             | -                                                                      | 68’                                                                    |
| 7-9-2014                                                               | Belgrado                                                               | Serbia                                                                 | 1 – 1                                                                  | Francia                                                                | Amichevole                                                             | -                                                                      | 66’                                                                    |
| 11-10-2014                                                             | Saint-Denis                                                            | Francia                                                                | 2 – 1                                                                  | Portogallo                                                             | Amichevole                                                             | -                                                                      | 28’ 71’                                                                |
| 14-11-2014                                                             | Rennes                                                                 | Francia                                                                | 1 – 1                                                                  | Albania                                                                | Amichevole                                                             | -                                                                      | 59’                                                                    |
| 7-6-2015                                                               | Saint-Denis                                                            | Francia                                                                | 3 – 4                                                                  | Belgio                                                                 | Amichevole                                                             | -                                                                      | 41’ 46’                                                                |
| 4-9-2015                                                               | Lisbona                                                                | Portogallo                                                             | 0 – 1                                                                  | Francia                                                                | Amichevole                                                             | -                                                                      | 46’                                                                    |
| 8-10-2015                                                              | Nizza                                                                  | Francia                                                                | 4 – 0                                                                  | Armenia                                                                | Amichevole                                                             | 1                                                                      | 77’                                                                    |
| 11-10-2015                                                             | Copenaghen                                                             | Danimarca                                                              | 1 – 2                                                                  | Francia                                                                | Amichevole                                                             | -                                                                      | 88’                                                                    |
| 13-11-2015                                                             | Saint-Denis                                                            | Francia                                                                | 2 – 0                                                                  | Germania                                                               | Amichevole                                                             | -                                                                      | 86’                                                                    |
| 17-11-2015                                                             | Londra                                                                 | Inghilterra                                                            | 2 – 0                                                                  | Francia                                                                | Amichevole                                                             | -                                                                      | 57’                                                                    |
| 30-5-2016                                                              | Nantes                                                                 | Francia                                                                | 3 – 2                                                                  | Camerun                                                                | Amichevole                                                             | -                                                                      | 76’                                                                    |
| 4-6-2016                                                               | Longeville-lès-Metz                                                    | Francia                                                                | 3 – 0                                                                  | Scozia                                                                 | Amichevole                                                             | -                                                                      | 69’                                                                    |
| 19-6-2016                                                              | Lilla                                                                  | Svizzera                                                               | 0 – 0                                                                  | Francia                                                                | Euro 2016 - 1º turno                                                   | -                                                                      |                                                                        |
| 7-7-2016                                                               | Marsiglia                                                              | Germania                                                               | 0 – 2                                                                  | Francia                                                                | Euro 2016 - Semifinale                                                 | -                                                                      | 90+2’                                                                  |
| Totale                                                                 |                                                                        | Presenze                                                               | 48                                                                     |                                                                        | Reti                                                                   | 4                                                                      |                                                                        |

## Palmarès

### Club

#### Competizioni nazionali
- Campionato francese: 3

Lilla: 2010-2011
Paris Saint-Germain: 2013-2014, 2014-2015
- Coppa di Francia: 2

Lilla: 2010-2011
Paris Saint-Germain: 2014-2015
- Coppa di Lega francese: 2

Paris Saint-Germain: 2013-2014, 2014-2015
- Supercoppa francese: 1

Paris Saint-Germain: 2014

### Nazionale
- Campionato d'Europa Under-19: 1

2005